# AKB48 Group
AKB48 Group (AKB48グループ), aussi appelé 48 Group (48グループ) ou AKB48 Family (AKB48ファミリー), désigne l'ensemble des groupes d'idoles à l'effectif changeant, de l'Univers AKB48.

## Concept
Basé sur le concept «d'idoles que vous pouvez rencontrer», cet univers né au Japon se compose actuellement de 6 groupes répartis sur l'ensemble du territoire nippon et de 8 groupes étrangers implantés au sein de l'Asie du Sud et de l'Est. Le groupe AKB48 est le pilier de cet univers. Les groupes sœurs basés au Japon sortent non seulement leurs propres singles, mais se produisent également parfois sur certains singles d'AKB48, tandis que les groupes sœurs en dehors du Japon, eux se produisent sur des versions en langue locale. De plus, il arrive parfois que certains des groupes sœurs participent aux évènements annuels d'AKB48.
Ces groupes se caractérisent par un nombre important de membre qui sont répartis dans différentes équipes "Team". Au vu du nombre de membre, des évènements tels que l'élection Senbatsu ou le tournoi Janken sont organisés afin de déterminer les participantes à certains singles ou encore les positions durant les chorégraphies. Lorsqu'un membre quitte un groupe, une cérémonie de remise de diplôme (卒業 (Sotsugyou)) est organisée.
Tous les groupes 48 sont produits par la compagnie Vernalossom et notamment par Yasushi Akimoto.

## Groupes actuels
| Nom   | Années actives | Teams                                                | Localisation | Agence    |
| ----- | -------------- | ---------------------------------------------------- | ------------ | --------- |
| AKB48 | depuis 2005    | Team A, Team K, Team B, Team 4, Team 8 et Kenkyuusei | Tokyo        | DH        |
| SKE48 | depuis 2008    | Team S, Team KII, Team E et Kenkyuusei               | Nagoya       | Zest      |
| NMB48 | depuis 2010    | Team N, Team M, Team BII et Kenkyuusei               | Osaka        | Showtitle |
| HKT48 | depuis 2011    | Team H, Team KIV, Team TII et Kenkyuusei             | Fukuoka      | Mercury   |
| NGT48 | depuis 2015    | Membres et Kenkyuusei                                | Niigata      | Flora     |
| STU48 | depuis 2017    | Membres et Kenkyuusei                                | Setouchi     | STU       |

| Nom           | Années actives | Teams                                               | Localisation          | Agence                   |
| ------------- | -------------- | --------------------------------------------------- | --------------------- | ------------------------ |
| JKT48         | depuis 2011    | -                                                   | Jakarta, Indonésie    | dentsu X entertainment   |
| BNK48         | depuis 2017    | Team BIII, Team NV et Trainee                       | Bangkok, Thaïlande    | iAM                      |
| MNL48         | depuis 2018    | Team MII, Team NIV, Team L, Team Unknown et Trainee | Manille, Philippines  | Hallohallo Entertainment |
| AKB48 Team SH | depuis 2018    | Team SH et Trainee                                  | Shanghai, Chine       | Shangyue Culture         |
| AKB48 Team TP | depuis 2018    | Membres et Trainee                                  | Taipei, Taïwan        | Good Talk                |
| CGM48         | depuis 2019    | Team C et Trainee                                   | Chiang Mai, Thaïlande | iAM                      |
| KLP48         | depuis 2024    | -                                                   | Kuala Lumpur,Malaisie | 48 ENTERTAINMENT         |

Note : Kenkyuusei et Trainee désignent les groupes de filles qui ne sont pas encore promues et qui ont des apparitions limitées.

## Anciens groupes
| Nom   | Années actives | Localisation     | Note |
| ----- | -------------- | ---------------- | --- |
| SDN48 | 2009–2012      | Tokyo, Japon     | |
| SNH48 | 2013–2016      | Shanghai, Chine  | Déclaré indépendant de l'univers d'AKB48 en 2016 mais toujours actif.                                                          |
| TPE48 | 2018           | Taipei, Taïwan   | Remplacé par AKB48 Team TP. |
| SGO48 | 2018–2021      | Saïgon, Viêt Nam | Groupe dissous dû à l'impact de la pandémie de Covid-19.                                                                       |
| DEL48 | 2019–2020      | Delhi, Inde      | Interruption des activités du groupe en octobre 2020 dû à la pandémie de Covid-19, puis séparation officielle en juillet 2022. |

## Groupes associés
- Sakamichi Series (Nogizaka46, Sakurazaka46, and Hinatazaka46) : groupes considérés comme les rivaux officiels des groupes AKB48.
- SNH48 Group : SNH48 et ses groupes sœurs désormais actif indépendamment en Chine.
- Iz*One : ancien groupe sud-coréen-japonais formé par l'émission Produce48 en collaboration avec les groupes d'AKB48.

### Traductions
- (en) Cet article est partiellement ou en totalité issu de l’article de Wikipédia en anglais intitulé « AKB48 Group » (voir la liste des auteurs).

### Sources
1. ↑  (en) Yuya Kiuchi, « Idols You Can Meet: AKB48 and a New Trend in Japan's Music Industry », sur Wiley Online Library, 15 février 2017
2. ↑  (ja) « SKE松井珠理奈、NMB渡辺美優紀がAKB48に期間限定加入 », sur Natalie,‎ 25 mars 2012
3. ↑  (en) « SNH48 have gone rogue from AKB48 and have declared their independence », sur Asian Junkie, 6 octobre 2016
4. ↑  « Au revoir TPE48, dites bonjour à AKB48 Team TP », sur japanpop.fr, 30 juillet 2018
5. ↑  (vi) « Nhóm nhạc đông thành viên nhất Việt Nam tan rã » [« Le groupe avec le plus grand nombre de membres du Vietnam dissous »], sur Zing News, 6 décembre 2021
6. ↑  (en) « DEL48 Official Website - News » (consulté le 5 octobre 2022)